# Carl Heinrich Miede
Carl Heinrich Miede, Pseudonym: Carolus Nordhusanus (* 1788 in Nordhausen; † 1. September 1851 in Göttingen) war ein deutscher Pastor, Schulleiter, Autor und Herausgeber in Göttingen.

## Leben
Sein Vater war Chorpräfectus, später Küster an der Garnisonkirche in Münden. Während der Vater dort mit  privatem Musikunterricht seinen Lebensunterhalt bestritt, wuchs Carl Heinrich bis zu seinem fünften Lebensjahr in Nordhausen bei seiner Mutter und Großmutter auf. Danach folgten sie dem Vater nach Münden.
Carl Heinrich Miede besuchte das Gymnasium in Nordhausen und studierte ab 1806 in Göttingen Theologie, Geschichte und Geografie. Nach kurzer Tätigkeit als Hauslehrer in Nordhausen und Töchterschullehrer in Münden wurde er 1810 Rektor in Hedemünden. 1814 erhielt er eine Predigerstelle in Eichenberg bei Witzenhausen. 1820 wurde er Pastor an der Marienkirche in Göttingen. In seine Amtszeit fiel die Renovierung des Pfarrhauses und der Kirche.
Miede war als Pfarrer auch zuständig für die Armenpflege. Zur Bekämpfung der Armut gründete er 1831 einen Verein, der eine Suppenküche betrieb. Wie sein Vorgänger setzte er auf eine individuelle Betreuung der Armen durch die freiwilligen Helfer der städtischen Armenkommission. Außerdem war er verantwortlich für das Siechen- und Armenhaus der Stadt. Er gründete eine Stiftung für Pastorenwitwen, teilweise finanziert durch eine Lotterie und eine Zeitschrift.
Unter seiner Leitung entfaltete sich die aus der Industrieschule hervorgegangenen Schuleinrichtung, aus der sich bis 1831 eine Berufsrealschule herausbildete. Diese wurde 1853 mit der 1848 gegründeten Gewerbeschule zusammengelegt. Miede forderte auch die Bildung der Mädchen. Insgesamt war ihm wichtig, dass in den Schulen neben der Vorbereitung auf das Berufsleben auch eine allgemeine politische Bildung vermittelt wurde.
Als Dank wurde ihm 1847 ein reich verzierter Deckelpokal von der Bürgerschaft überreicht. Miede wurde gemeinsam mit seiner Ehefrau Johanne Dorothea Elisabeth John am 22. April 1848 zum Ehrenbürger der Stadt ernannt.